# Cytaeis imperialis
Cytaeis imperialis är en nässeldjursart som beskrevs av Uchida 1964. Cytaeis imperialis ingår i släktet Cytaeis och familjen Cytaeididae. Inga underarter finns listade i Catalogue of Life.